# Jardí Reial de les Plantes Medicinals

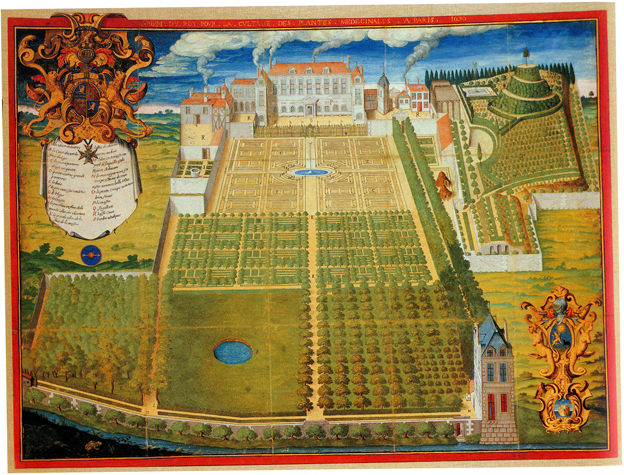
Aquarel·la de Frédéric Scalberge (1636), titulat Jardin du Roy pour la culture des plantes médicinales à Paris. Aquesta vitel·la representa el Jardí en el moment mateix de la seva fundació.

El Jardí Reial de les Plantes Medicinals (en francès: Jardin royal des plantes médicinales), també conegut com el «Jardí del Rei» (Jardin du roi), és un jardí botànic de París creat el 1635 pel rei Lluís XIII de França seguint els consells del seus metges, principalment a partir d'una idea original de Guy de La Brosse.
És un dels organismes científics oficials francesos més antics: se'l va inaugurar un segle després del Collège royal (1530) però uns trenta anys abans que l'Académie des sciences (1666) i l'Observatoire de Paris (1672). El 1793, amb la Revolució Francesa, el Jardí Reial, en tant que institució de recerca i de conservació de col·leccions, esdevingué l'actual Museu Nacional d'Història Natural de França (Muséum national d'histoire naturelle). En tant que jardí, se l'anomena avui dia el Jardí de les Plantes (Jardin des plantes).

## Història
L'any 1626, Guy de la Brosse (1586-1641) insistí sobre Lluis XIII del qual era metge i gràcies al suport de Jean Héroard (1550-1628), i de Richelieu (1585-1642), obté la creació d'un jardí botànic de plantes medicinals. El 1633 es varen trobar i comprar, a llavores a les immediates afores de París, unes terres que convindrien per a la creació del Jardí. Aquest fou inaugurat el 1635 amb el nom de Jardin royal des plantes médicinales i obert al públic a partir del 1640.
El projecte suscità nombroses oposicions entre les quals la de la facultat de medicina de la Universitat de París que veia un concurrent respecte l'ensenyament universitari, ja que l'ensenyament en el Jardí del Rei estava obert a tothom i es feia en francès i no pas en llatí com es feia a la Universitat. Els professors del Jardí del Rei provenien de la Universitat de Montpeller que era rival de la de París. Lluís XIII no va permetre que el Jardí del Rei expedís diplomes i fins a la Revolució francesa només comptava amb tres professors: de botànica, anatomia i química.
Després d'un període de declivi, Colbert i Fagon n'assegurà l'èxit científic amb un equip on es trobaven Christophe Glaser, Joseph Pitton de Tournefort, Antoine-Laurent de Jussieu. El 1718, el Jardin royal des plantes médicinales va passar a ser el Jardin royal des plantes.
Buffon intendent del Jardí el 1739. Durant la Revolució francesa el jardí i les seves instal·lacions passen a ser el Museu Nacional d'Història Natural.

## Superintendents
- 1640 - 1643 : Charles Bouvard, primer metge del rei.
- 1643 - 1646 : Jacques Cousinot, primer metge del rei.
- 1646 - 1652 : François Vautier, primer metge del rei.
- 1652 - 1671 : Antoine Vallot, primer metge del rei.
- 1671 - 1683 : Jean-Baptiste Colbert, superintndent dels edificis.
- 1683 - 1691 : François Michel Le Tellier de Louvois,
- 1691 - 1698 : Édouard Colbert, marquès de Villacerf,
- 1699 - 1718 : Guy-Crescent Fagon,primer metge del rei.
- 1718 - 1732 : Pierre Chirac, primer metge del regent.
- 1732 - 1739 : Charles François de Cisternay du Fay.
- 1739 - 1788 : Georges-Louis Leclerc de Buffon.
- 1788 - 1791 : Auguste Charles César de Flahaut de La Billarderie.
- 1792 - 1793 : Jacques-Henri Bernardin de Saint-Pierre.

## Intendents
- 1635 - 1641: Guy de la Brosse.
- 1641 - 1646 : Michel Bouvard.
- 1646 - 1653: William Davisson.
- 1672 - 1693: Antoine d'Aquin, primer metge del rei.
- 1693 - 1698: Guy-Crescent Fagon,primer metge del rei.